# 한중일 정상회의
한일중 정상회의(韓日中頂上會議, 일본어: 日中韓首脳会談, 중국어: 中日韩领导人会议)는 대한민국, 중화인민공화국, 일본 3개국이 합의해 2008년부터 매년 연례적으로 개최하는 국가정상급 회의이다. 

## 상세
동아시아의 평화와 안정에 기여하고 경제협력 및 관계개선, 재난대책 등의 강화를 목적으로 한다.  특히 보건, 교육, 환경, 재무, 교통, 문화, 스포츠, 경제 및 통상, 재난 관리 등에 3국은 협력을 지속하는 것을 목표로 삼고 있다. 한중일 정상회의 이후 각종 다양한 장관급 회의 또한 3국 협력의 실질적인 진행을 잘 보여주고 있다.
역대 정상회의에서는 한중일 3국의 공동 관심사 및 이익에 대해서 다양한 논의가 이뤄졌다. 특히 북핵 문제, 한중일 FTA, 대만 문제, 후쿠시마 원전 오염수 방류 등 3국이 공유하고 있는 문제는 매우 심오하기에, 3국 협력은 모두 필요성을 인식하고 있다.
개최지는 매년 회의 참가국이 돌아가면서 맡고 있는데, 개최지는 이후 일본 →중국→한국 순서로 결정되고 있다.  이와 더불어, 대한민국 서울특별시에는 한중일 3국 협력 사무국이 설치되어 있다.

## 역사
대한민국, 일본, 중화인민공화국 간의 3국 협력은 1990년대 후반 오부치 게이조 총리와 전문가들이 조찬 회동을 통해 아세안+3 정상회의의 연장선상에서 3국 정상회의를 개최할 것을 제안한 것에서 시작되었다. 1999년 3국 정상들의 첫 조찬 회동을 계기로 3국 협력은 첫발을 뗐다.
이후 3국은 매년 아세안+3 정상회의의 연장선상에서 한중일 3국 정상회의를 개최했으며, 2004년 노무현 대통령은 아세안+3 정상회의 바깥에서 3국 정상회의를 제도화할 것을 제안했다. 이러한 노 대통령의 제안에 중국과 일본은 동의의 표시를 하였다. 몇 년 간의 협상을 거쳐, 3국은 2007년에 아세안+3 정상회의에서 아세안+3와 독립된 3국 정상회의를 개최하기로 합의했다. 2008년에 최초의 공식적인 한중일 정상회의가 일본 후쿠오카시에서 개최되었다. 이후 2008년부터 2012년까지 연례적으로 개최되었다가, 2015, 2018, 2019, 2024 불규칙적으로 개최되고 있다.

## 회의

### 정상회의
| 회의 | 개최국         | 개최도시       | 참가정상        | 참가정상                  | 참가정상          | 일자                   |
| 회의 | 개최국         | 개최도시       | 대한민국 대통령 | 중화인민공화국 국무원총리 | 일본 내각총리대신 | 일자                   |
| ---- | -------------- | -------------- | --------------- | ------------------------- | ----------------- | ---------------------- |
| 1차  | 일본           | 후쿠오카       | 이명박          | 원자바오                  | 아소 다로         | 2008년 12월 13일       |
| 2차  | 중화인민공화국 | 베이징         | 이명박          | 원자바오                  | 하토야마 유키오   | 2009년 10월 10일       |
| 3차  | 대한민국       | 제주           | 이명박          | 원자바오                  | 하토야마 유키오   | 2010년 5월 29일 ~ 30일 |
| 4차  | 일본           | 후쿠시마, 도쿄 | 이명박          | 원자바오                  | 간 나오토         | 2011년 5월 21일 ~ 22일 |
| 5차  | 중화인민공화국 | 베이징         | 이명박          | 원자바오                  | 노다 요시히코     | 2012년 5월 13일        |
| 6차  | 대한민국       | 서울           | 박근혜          | 리커창                    | 아베 신조         | 2015년 11월 1일        |
| 7차  | 일본           | 도쿄           | 문재인          | 리커창                    | 아베 신조         | 2018년 5월 9일         |
| 8차  | 중화인민공화국 | 청두           | 문재인          | 리커창                    | 아베 신조         | 2019년 12월 24일       |
| 9차  | 대한민국       | 서울           | 윤석열          | 리창                      | 기시다 후미오     | 2024년 5월 26~27일     |

### 외무장관회의
| 회의   | 개최국                | 개최국 장관                 | 개최도시                                                         | 일자             |
| ------ | --------------------- | --------------------------- | ---------------------------------------------------------------- | ---------------- |
| 1회    | 대한민국              | 송민순                      | 제주                                                             | 2007년 6월 3일   |
| 2회    | 일본                  | 고무라 마사히코             | 도쿄                                                             | 2008년 6월 14일  |
| 3회    | 중화인민공화국        | 양제츠                      | 상하이                                                           | 2009년 9월 28일  |
| 4회    | 대한민국              | 유명환                      | 경주                                                             | 2010년 5월 15일  |
| 5회    | 일본                  | 마쓰모토 다케아키           | 교토                                                             | 2011년 5월 19일  |
| 6회    | 중화인민공화국        | 양제츠                      | 닝보                                                             | 2012년 4월 8일   |
| 7회    | 대한민국              | 윤병세                      | 서울                                                             | 2015년 3월 21일  |
| 비공식 | 아세안+3 외교장관회의 | 박진, 왕이, 하야시 요시마사 | 코로나19 중에 삼국의 외교장관이 아세안+3 외교장관회의에서 만났다 | 2022년 8월 4일   |
| 8회    | 대한민국              | 박진                        | 부산                                                             | 2023년 11월 26일 |

## 국가 정보

### 기본 정보
| 국가           | 면적 km2  | 인구          | 인구밀도 | 인간개발지수 (2014) | 수도   | 최대 도시 | 2위 도시 | 3위 도시 |
| -------------- | --------- | ------------- | -------- | ------------------- | ------ | --------- | -------- | -------- |
| 대한민국       | 100,210   | 50,004,441    | 491      | 0.891 (15위)        | 서울   | 서울      | 부산     | 인천     |
| 중화인민공화국 | 9,596,961 | 1,339,724,852 | 139.6    | 0.719 (91위)        | 베이징 | 상하이    | 베이징   | 광저우   |
| 일본           | 377,944   | 128,056,026   | 337.1    | 0.890 (17위)        | 도쿄   | 도쿄      | 요코하마 | 오사카   |

### 경제
| 국가           | GDP (명목) 백만$ (2014) | GDP (PPP) 백만$ (2014) | 1인당 GDP (명목) $ (2014) | 1인당 GDP (PPP) $ (2014) | 수출규모 백만$ (2012) | 수입규모 백만$ (2012) | 무역규모 백만$ (2012) |
| -------------- | ----------------------- | ---------------------- | ------------------------- | ------------------------ | --------------------- | --------------------- | --------------------- |
| 대한민국       | 1,449,494               | 1,789,758              | 28,739                    | 35,485                   | 552,600               | 514,200               | 1,066,800             |
| 중화인민공화국 | 10,355,350              | 17,632,014             | 7,572                     | 12,893                   | 2,057,000             | 1,735,000             | 3,792,000             |
| 일본           | 4,769,804               | 4,788,033              | 37,540                    | 37,683                   | 773,900               | 830,600               | 1,604,500             |

### 군사
| 국가           | 병력      | 국방비 백만달러 (2015) | 구축함,F-15이상급 (2015) | 군사력 순위 |
| -------------- | --------- | ---------------------- | ------------------------ | ----------- |
| 대한민국       | 687,000   | 33,900                 | 9척,50대                 | 6위         |
| 일본           | 230,300   | 57,600                 | 56척,350대               | 5위         |
| 중화인민공화국 | 2,285,000 | 188,000                | 21척,60대                | 3위         |

### 신용등급
| 국가           | 피치 | 무디스 | S&P |
| -------------- | ---- | ------ | --- |
| 대한민국       | AA-  | Aa3    | AA- |
| 일본           | A+   | A1     | A+  |
| 중화인민공화국 | A+   | Aa3    | AA- |

### 가입된 국제기구 및 조직
| 국가           | G20 | G7 | P5 | G4 | UfC | OECD | OSCE | DAC | BRICS | MIKT | MNNA | APEC | EAS | APT | SCO | WTO |
| -------------- | --- | -- | -- | -- | --- | ---- | ---- | --- | ----- | ---- | ---- | ---- | --- | --- | --- | --- |
| 대한민국       | ○   | ×  | ×  | ×  | ○   | ○    | ○    | ○   | ×     | ○    | ○    | ○    | ○   | ○   | ×   | ○   |
| 일본           | ○   | ○  | ×  | ○  | ×   | ○    | ○    | ○   | ×     | ×    | ○    | ○    | ○   | ○   | ×   | ○   |
| 중화인민공화국 | ○   | ×  | ○  | ×  | ×   | ×    | x    | ×   | ○     | ×    | ×    | ○    | ○   | ○   | ○   | ○   |

## 같이 보기
- 3국 협력 사무국
- 중화인민공화국의 경제
- 중일 관계
- 한일 분쟁
- 센카쿠 열도 분쟁
- 이어도
- 동아시아